# Diecezja Cúcuta
Diecezja Cúcuta (łac. Dioecesis Cucutensis, hisz. Diócesis de Cúcuta) – rzymskokatolicka diecezja w Kolumbii. Jest sufraganią archidiecezji Nowa Pamplona.

## Historia
Diecezja została erygowana 29 maja 1956 roku przez papieża Piusa XII bullą Ecclesiarum omnium. Dotychczas wierni z tych terenów należeli do archidiecezji Nowa Pamplona i zlikwidowanego wikariatu apostolskiego Labateca.

Mapa diecezji

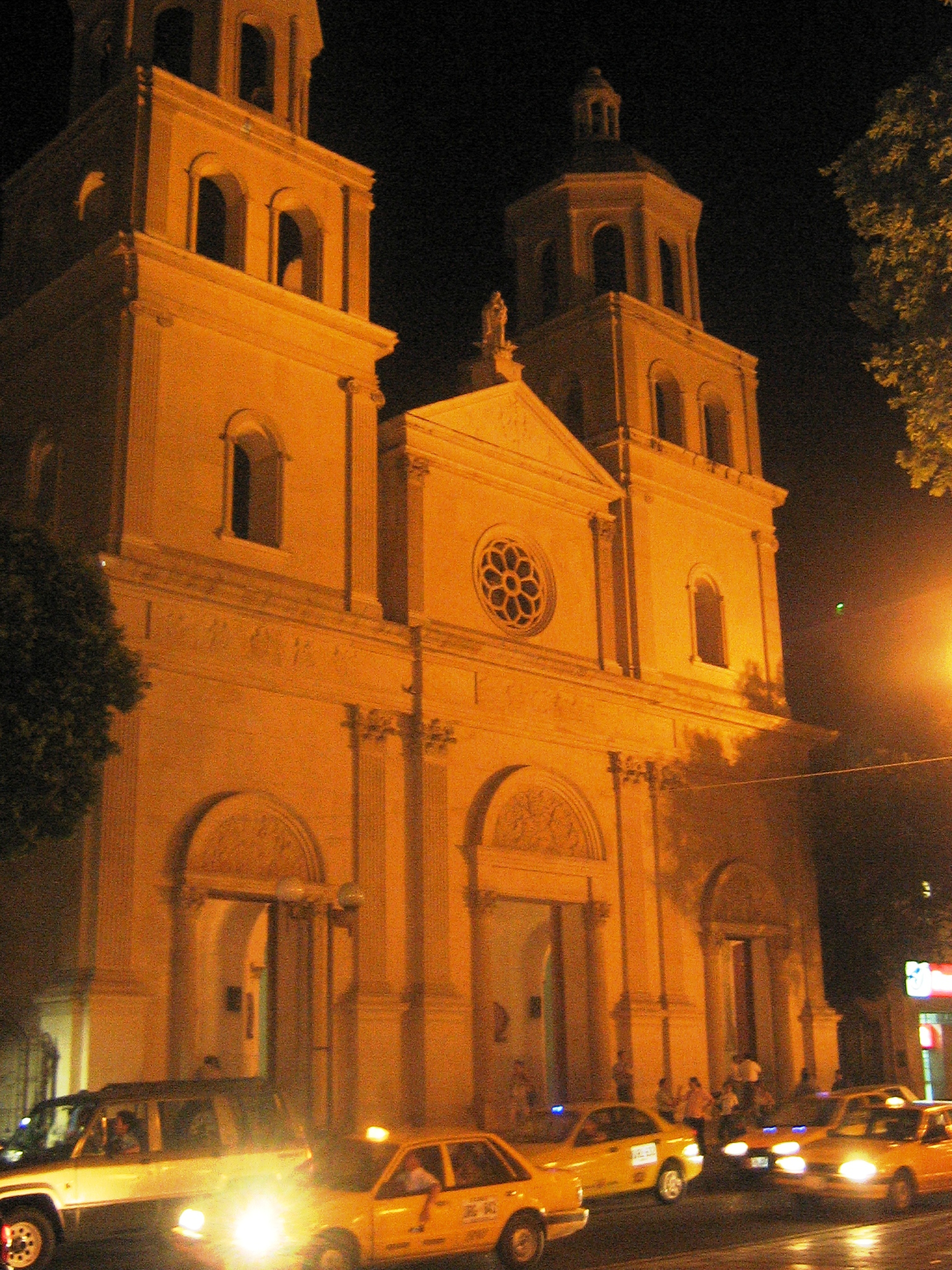
Katedra św. Józefa w Cúcuta

## Ordynariusze
- Luis Pérez Hernández CIM (1956 – 1959)
- Pablo Correa León (1959 – 1970)
- Pedro Rubiano Sáenz (1971 – 1983)
- Alberto Giraldo Jaramillo PSS (1983 – 1990)
- Rubén Salazar Gómez (1992 – 1999)
- Oscar Urbina Ortega (1999 – 2007)
- Jaime Prieto Amaya (2008 – 2010)
- Julio César Vidal Ortiz (2011 – 2015)
- Víctor Manuel Ochoa Cadavid (2015 – 2020)
- José Libardo Garcés Monsalve (od 2021)